# دولت انقلابی خلق (گرانادا)
دولت انقلابی خلق ( PRG ) در ۱۳ مارس ۱۹۷۹ پس از آنکه جنبش جواهر جدید دولت گرنادا را در یک انقلاب سرنگون کرد، اعلام موجودیت کرد و گرنادا را به تنها کشور سوسیالیستی در کشورهای مشترک‌المنافع تبدیل کرد. در گرنادا، از این انقلاب به عنوان انقلاب ۱۳ مارس ۱۹۷۹  یا به اختصار «انقلاب» یاد می‌شود . دولت قانون اساسی را به حالت تعلیق درآورد و با صدور فرمان حکومت کرد تا اینکه درگیری‌های جناحی آغاز شد و در نهایت در ۲۵ اکتبر ۱۹۸۳ با حمله ایالات متحده به اوج خود رسید .

## پیشینه

### استقلال گرنادا و رژیم سر اریک گیری
گرنادا، یک کشور جزیره‌ای کارائیبی با مساحت ۳۵۰ کیلومتر مربع واقع در آنتیل کوچک ، پس از یک روند طولانی، در سال ۱۹۷۴ از بریتانیا استقلال یافت . در سال ۱۹۶۷، این کشور وضعیت یک کشور وابسته را دریافت کرد و بدین ترتیب در مدیریت امور داخلی خود از خودمختاری بسیار بالایی برخوردار شد. سر اریک گیری ، رهبر سابق اتحادیه و رهبر حزب کارگر متحد گرنادا (GULP)، نخست وزیر شد و دولت گرنادا را در طول روند سیاسی که بعداً منجر به استقلال کامل این کشور شد، رهبری کرد. با این حال، حتی قبل از آن، دولت گیری شاهد یک گرایش آشکار به استبداد بود . در دهه ۱۹۶۰، نسل جدیدی از روشنفکران از طبقات متوسط در گرنادا ظهور کردند که بسیاری از آنها در دانشگاه‌های بریتانیا و آمریکا آموزش دیده بودند. بازگشت آنها به کشور همزمان با گسترش جنبش قوی قدرت سیاه در کارائیب بود که از جنبش ایالات متحده الهام گرفته شده بود.
موریس بیشاپ، وکیل و انقلابی، یکی از رهبران تظاهراتی در سال ۱۹۷۰ در حمایت از جنبش اعتراضی بود که همزمان در ترینیداد و توباگو برگزار شد ؛ مخالفان گرنادایی از این زمینه برای محکوم کردن فساد دولت گری استفاده کردند. چند ماه بعد، جنبشی در حمایت از اعتصاب پرستاران به رویارویی با پلیس تبدیل شد. بیشاپ در دفاع از متهمان و تبرئه آنها مشارکت داشت. اپوزیسیون اصلی، حزب ملی گرنادا (GNP) به رهبری نخست وزیر سابق هربرت بلیز بود، یکی از گروه‌های رادیکال‌تری که در جریان جنبش قدرت سیاه‌پوستان تشکیل شد و در آن زمان خط مارکسیستی-لنینیستی را اتخاذ کرد و به جنبش کمونیستی بین‌المللی پیوست.
در سال ۱۹۷۲، موریس بیشاپ در تأسیس جنبش مجامع مردمی (MAP) که توسط روشنفکران پایتخت تشکیل شده بود، شرکت کرد و از جایگزینی نظام پارلمانی با مجامع محلی، با الهام از روستاهای اوجاما در رژیم سوسیالیستی آفریقایی تانزانیا ، حمایت کرد . در همان زمان، جنبش تلاش مشترک برای رفاه، آموزش و آزادی (JEWEL) توسط اقتصاددانی به نام یونیسون وایتمن تشکیل و رهبری شد . JEWEL که عمدتاً برای جمعیت روستایی مبارزه می‌کرد، به دلیل مشارکت در جنبش‌های اجتماعی مختلف، حمایت زیادی را در کشور به خود جلب کرد. با این حال، این گروه صرفاً یک حزب سیاسی نبود و چشم‌انداز جهانی برای به دست گرفتن قدرت نداشت. برعکس، MAP حزبی با ساختار فکری‌تر بود، اما فاقد هرگونه حضور واقعی در خارج از پایتخت بود. در انتخابات ۱۹۷۲، حزب ملی گرنادا شکست خورد و رادیکال‌ها به این نتیجه رسیدند که برای ایجاد یک نیروی سیاسی جدید برای مخالفت با گری، باید متحد شوند.
در ۱۱ مارس ۱۹۷۳، MAP به رهبری موریس بیشاپ و کنریک رادیکس با JEWEL ادغام شد تا جنبش جواهر جدید (NJM) را به وجود آورد که خود را به عنوان جایگزینی برای GULP و GNP معرفی می‌کرد. مانیفست NJM، با روحیه سوسیالیستی، خواستار حفظ استقلال کشور از اروپا و ایالات متحده بود و نقش جوامع مردمی را بر اقتدار دولتی ترجیح می‌داد. این متن، سیستم حزب سیاسی را رد می‌کند و خواستار یک "دموکراسی خالص" است که "همه مردم، همیشه" را در بر می‌گیرد. [ نیازمند منبع ]
در ماه‌های پس از تشکیل جنبش ملی عدالت (NJM)، تنش سیاسی در جزیره افزایش یافت. در ماه مه ۱۹۷۳، بریتانیا اعلام کرد که استقلال کامل گرنادا در فوریه ۱۹۷۴ رخ خواهد داد. سپس مخالفان از ترس اینکه اریک گری دیکتاتوری را بر کشور تحمیل کند، بسیج شدند. سازمان‌های سیاسی، از جمله جنبش ملی عدالت (NJM)، با کلیساها گرد هم آمدند تا کمیته ۲۲ نفره را برای سازماندهی اعتراض علیه گری تشکیل دهند. در ۴ نوامبر، جنبش ملی عدالت ۸۰۰۰ نفر را در تظاهراتی به نام کنگره مردمی گرد هم آورد. قطعنامه‌ای منتشر شد که گری را به جرایم متعدد، از جمله خشونت پلیس و اختلاس بودجه عمومی، مجرم اعلام کرد.
نخست وزیر واکنش شدیدی نشان داد. هواداران جنبش ملی جواهر (NJM) خیلی زود مورد تهدید پلیس و گروهی از سرسپردگان گری، معروف به گروه مانگوس (Mongoose Gang) ، قرار گرفتند. جنبش جواهر جدید، که از موفقیت کنگره مردمی خود قوی شده بود، تصمیم گرفت در ۱۸ نوامبر اعتصاب عمومی ترتیب دهد. در آن روز، رهبران حزب، از جمله موریس بیشاپ، دستگیر و در سلول‌های خود مورد ضرب و شتم قرار گرفتند. در پاسخ به نخست وزیر، کمیته ۲۲ نفره، با حمایت NJM، اعتصاب عمومی را آغاز کرد که از ۱ ژانویه ۱۹۷۴ آغاز شد.
چند هفته قبل از استقلال کشور، تنش‌ها همچنان بالا بود و کشور همچنان شاهد خشونت بود. در ۲۱ ژانویه، پدر بیشاپ به قتل رسید؛ چندین نفر از هواداران جنبش ملی جواهر (NJM) نیز کشته شدند. اقتصاد کشور فلج شد. دولت گری از بریتانیا، ترینیداد و توباگو و گویان کمک مالی دریافت کرد تا حقوق کارمندان دولت را پرداخت کند و تا روز استقلال به اداره کشور ادامه دهد. در ۷ فوریه ۱۹۷۴، گرنادا طبق برنامه به استقلال دست یافت، در حالی که رهبران جنبش جواهر جدید در زندان باقی ماندند. اعتصاب تا پایان ماه مارس ادامه داشت. پس از آزادی، رهبران جنبش ملی جواهر مجبور شدند به شکست اقدامات خود اذعان کنند و تصمیم گرفتند برای کسب قدرت، فعالیت‌های نظامی روشمندتری انجام دهند.

### ظهور جنبش جواهرات جدید
در سال‌های بعد، جنبش جواهر جدید برای تثبیت جایگاه خود در میان مردم تلاش کرد. هفته‌نامه آن، جواهر جدید ، به پرخواننده‌ترین نشریه در جزیره تبدیل شد [ نیازمند منبع ] . اگرچه گروه‌های حمایتی در بیشتر روستاها تشکیل شدند، اما نفوذ به روستاها دشوارتر از مناطق شهری بود. نفوذ GULP و اتحادیه اصلی، اتحادیه کارگران یدی و فکری گرنادا (GMMWU)، در میان دهقانان و کارگران کشاورزی همچنان قوی بود. NJM در گسترش پایگاه فعالان خود موفق شد، اما هنوز فاقد انسجام ایدئولوژیک بود.
با بازگشت برنارد کوارد ، دوست دوران کودکی بیشاپ، به گرنادا، اوضاع تغییر کرد. کوارد در حین تحصیل در انگلستان، با حزب کمونیست بریتانیا ارتباط برقرار کرد ؛ او در ترینیداد تدریس می‌کرد و به کمونیست‌های جامائیکا نیز بسیار نزدیک بود. حتی قبل از بازگشت نهایی‌اش، کوارد در طول اقامت خود در این کشور، دوره‌های مقدماتی مارکسیسم را ترتیب داد. کوارد که در سپتامبر ۱۹۷۶ دوباره در گرنادا مستقر شد، نقش مهمی در تکامل جنبش ملی جامائیکا (NJM) ایفا کرد. رهبری حزب در ابتدا درخواست شاخه دبیرستان آن را که خواستار پذیرش رسمی مارکسیسم-لنینیسم بود، رد کرد. سپس به طور قابل توجهی به سمت سوسیالیسم و مارکسیسم تکامل یافت.
با این حال، جنبش ملی جواهر (NJM) هنوز گفتمان عمدتاً ضد سرمایه‌داری را اتخاذ نکرده بود و دغدغه اصلی آن مبارزه با دولت سر اریک گیری بود. با وجود فساد حاکم، گیری توسط هوادارانش به عنوان نماد مرد سیاه‌پوست موفق در نظر گرفته می‌شد و همچنان در میان افکار عمومی گرنادا محبوبیت داشت. در طول انتخابات قانونگذاری سال ۱۹۷۶، جنبش جواهر جدید ائتلافی به نام اتحاد مردمی با حزب ملی گرنادا به رهبری نخست وزیر سابق هربرت بلیز تشکیل داد . در طول انتخابات، جنبش ملی جواهر جدید که موفق به کسب جایگاه پیشرو در ائتلاف شد، سه کرسی به دست آورد، در حالی که متحد آن، GNP، دو کرسی به دست آورد. حزب سر اریک گیری اکثریت مطلق پارلمان را حفظ کرد، در حالی که موریس بیشاپ رهبر مخالفان شد.
در سال ۱۹۷۷، در حالی که حزبشان در حال تکامل به سمت مارکسیسم-لنینیسم بود، موریس بیشاپ و یونیسون وایتمن از کوبا بازدید کردند و بسیار تحت تأثیر قرار گرفتند. ظاهراً جنبش ملی یهود در این مدت ارتباط خود را با حزب کمونیست کوبا حفظ کرده است . 

## انقلاب۱۹۷۹
سر اریک گیری در مواجهه با افزایش قدرت جنبش جواهرات جدید، در آغاز سال ۱۹۷۹ به فکر اقدام و دستگیری اعضای رهبری حزب افتاد. تنش سیاسی زمانی تشدید شد که پلیس بشکه‌های گریس را که قرار بود سلاح از ایالات متحده به گرانادا برای منافع جنبش جواهر جدید (NJM) منتقل شود، کشف کرد. جنبش جواهر جدید همچنین یک گروه کوچک و مسلح مخفی به رهبری هادسون آستین، نگهبان سابق زندان و افسر پلیس ، یکی از تنها مقامات حزب با آموزش نظامی، تشکیل داد. رهبران جنبش جواهر جدید، که از نقشه‌های نخست وزیر علیه خود مطلع شده بودند، موفق به فرار از دستگیری شدند و چندین روز در خفا زندگی کردند.
جنبش ملی یهودیت (NJM) از سفر سر اریک گری به نیویورک - که برای درخواست تأسیس نهادی مسئول مطالعه پدیده‌های فرازمینی به سازمان ملل متحد رفته بود - برای سازماندهی کودتا استفاده کرد. در ۱۲ مارس، کمی قبل از نیمه‌شب، موریس بیشاپ، برنارد کورد ، یونیسون وایتمن و دیگر مقامات حزب، فعالان خود را گرد هم آوردند تا یک نقشه عملیاتی شامل استقرار ارتش گرنادا برای حمله به پادگان‌هایی که تقریباً ۲۰۰ نفر از اعضای حزب در آن اقامت داشتند، برای تصرف ایستگاه رادیویی و به دست گرفتن کنترل کشور، ترسیم کنند.
در ساعات اولیه صبح ۱۳ مارس، رهبران جنبش ملی یهود (NJM) برای تصمیم‌گیری در مورد انجام یا عدم انجام کودتا رأی‌گیری کردند. با توجه به اینکه موافقان و مخالفان کودتا مساوی بودند (هادسون آستین و برنارد کوارد به کودتا رأی مثبت داده بودند و موریس بیشاپ و یکی دیگر از اعضای هیئت اجرایی مخالف بودند)، یک عضو دیگر هیئت اجرایی به نام جورج لوئیزون در این تصمیم‌گیری شرکت کرد و به نفع قیام رأی داد که منجر به آغاز انقلاب شد. این عملیات توسط ۴۶ نفر از شبه‌نظامیان جنبش ملی یهود، که اغلب بسیار جوان بودند و تنها ۲۱ اسلحه در اختیار داشتند، انجام شد. پادگان‌ها ساعت چهار صبح تصرف شدند و ساختمان‌ها با بمب‌های آتش‌زا مورد حمله قرار گرفتند . سربازان به راحتی مغلوب شدند و سربازان کاملاً غافلگیر شدند. ایستگاه رادیویی بدون شلیک حتی یک گلوله تصرف شد و موریس بیشاپ توانست درخواست خود را از مردم مطرح کند و تصرف قدرت توسط ارتش انقلابی را اعلام کند. 
مدیران رژیم سر اریک گیری، عمدتاً به راحتی دستگیر شدند؛ تنها درک نایت، مرد دست راست گیری، موفق شد با یک قایق از کشور فرار کند. این قیام تنها منجر به دو کشته شد - یک افسر ارشد که هنگام کشیدن سلاح به ضرب گلوله کشته شد و همچنین یک افسر پلیس. ساعت چهار بعد از ظهر، انقلابیون کنترل کشور را به دست گرفتند.
انقلاب جنبش ملی یهود (NJM) بلافاصله حمایت گسترده‌ای از سوی مردم دریافت کرد، که اکثر آنها از سوءاستفاده‌های گری خسته شده بودند. در روستاها، زنان برای شورشیان غذا آماده می‌کردند؛ بسیاری از جوانان برای گشت‌زنی به مردان ارتش انقلابی جدید پیوستند. تصرف رادیو توسط شورشیان نقش اساسی در میان مردم ایفا کرد، تا جایی که موریس بیشاپ متعاقباً از «انقلاب از طریق رادیو» صحبت کرد. حدود شصت نفر از مدیران رژیم سابق زندانی شدند. ارتش و باند مانگوس منحل اعلام شدند.
بیشاپ با بهره‌گیری از حمایت گسترده مردم در زمان کودتا، توانست دولت انقلابی خلق (PRG) را اعلام کند که خود نخست‌وزیر آن بود. دولت جدید تحت سلطه جنبش جواهر جدید بود، اما شامل اعضای بورژوازی تجاری کشور، از جمله افراد نزدیک به حزب ملی گرنادا، نیز می‌شد. برنارد کورد وزیر دارایی شد؛ او متعاقباً به عنوان معاون نخست‌وزیر منصوب شد. مدیران حزب کارگر متحد گرنادا تحت هیچ آزار و اذیت خاصی قرار نگرفتند و تنها اقلیتی از آنها از مسئولیت‌های خود در دولت برکنار شدند. این کشور همچنان یک قلمرو مشترک‌المنافع باقی ماند و ملکه الیزابت دوم همچنان به عنوان رئیس رسمی دولت گرنادا شناخته می‌شد. سر پل اسکون، فرماندار کل جزیره، نیز در سمت افتخاری خود ابقا شد و رژیم جدید مایل به محافظت از کلان‌شهر استعماری سابق بود. کلیسای کاتولیک که در گرنادا بسیار حضور داشت، بلافاصله قدرت جدید را به رسمیت شناخت، در حالی که کلیسای آنگلیکان محتاط‌تر بود و جنبش جواهر جدید را به استفاده از زور برای سرنگونی دولت متهم کرد.

## سیاست داخلی

### ساختارهای قدرت
رهبران جنبش جواهر جدید، که انقلاب را به نام دموکراسی آغاز کردند، وقتی قدرت را به دست گرفتند، هیچ ایده دقیقی از مدل سیاسی که می‌خواستند به کشور پیشنهاد دهند، نداشتند. روشن‌ترین مبانی اقدامات آنها در مانیفست ۱۹۷۳ جنبش جواهر جدید یافت می‌شود که در پرتو مشارکت‌های لنینیستی اصلاح شده است.
موریس بیشاپ در گرنادا، پایان نظام وست‌مینستر به ارث رسیده از بریتانیا و همچنین دموکراسی پارلمانی را اعلام کرد. پانزده روز پس از به قدرت رسیدن، PRG در «اعلامیه انقلاب گرنادا»، «تعلیق» قانون اساسی و انحلال پارلمان را اعلام کرد و بدین ترتیب به خود قدرت اجرایی و قانونگذاری داد. انتخابات اعلام شده توسط موریس بیشاپ به تعویق افتاد. این تصمیمات باعث اولین تنش بین دولت و بورژوازی گرنادا شد، که اکثریت آن سرنگونی گری را تحسین کرده بودند. بیشاپ متعهد شد که «در اسرع وقت» به حکومت مشروطه بازگردد و یک مجلس مؤسسان را مأمور تهیه پیش‌نویس قانون اساسی جدیدی کند که از طریق همه‌پرسی تأیید شود.
کمیسیونی مسئول تشکیل فهرست‌های انتخاباتی جدید تشکیل شد. با این حال، قانون خلق شماره ۲۰ مصوب ۱۹۷۹ که قرار بود امکان ایجاد فهرست‌ها را فراهم کند، هرگز اعلام نشد. جنبش جواهر جدید که پس از به قدرت رسیدن محبوب بود، احتمالاً می‌توانست پیروزی انتخاباتی را تضمین کند، اما PRG از سازماندهی انتخابات وعده داده شده خودداری کرد و متعاقباً از سازماندهی رأی‌گیری خودداری کرد. حزب ملی گرنادا، شریک ائتلافی NJM، ممنوع نشد، اما از فعالیت عادی آن جلوگیری شد و PRG آن را به عنوان حزبی متشکل از "افراد مهم" محکوم کرد. هنگامی که رهبر آن، هربرت بلیز، سعی کرد جلسه‌ای ترتیب دهد، مورد بدرفتاری هواداران NJM قرار گرفت، در حالی که ارتش انقلابی از مداخله خودداری کرد.
به جای دموکراسی پارلمانی، دولت انقلابی مردمی قصد داشت بر سیستمی از «قدرت مردمی» - یا «دموکراسی مشارکتی» - تکیه کند، یعنی بر مجموعه‌ای از مجامع محلی که موریس بیشاپ در یک کنفرانس مطبوعاتی تعریف کرد، مانند مجامع روستایی و مجامع کارگری، که وظیفه انتخاب «مجامع محلی» را بر عهده داشتند، که سپس پارلمان را انتخاب و متعاقباً دولت را منصوب می‌کردند. این اظهارات بیشاپ دقیق‌ترین اطلاعاتی بود که تاکنون در مورد نهادهای مورد نظر رژیم جدید ارائه شده است. جنبش جواهر جدید، به ویژه در مفاهیم خود، تحت تأثیر نظریه‌پردازان مارکسیست کارائیبی طرفدار شوروی قرار داشت: این جنبش، کارائیب را به ایجاد رژیم‌های سیاسی «ملی-دموکراتیک» مبتنی بر اتحاد طبقاتی بین بورژوازی و پرولتاریای محلی پیش‌بینی می‌کرد . مرحله «دموکراسی ملی» با هدف جلوگیری از توسعه سرمایه‌داری در کارائیب و سپس حرکت به سمت مرحله «ساخت سوسیالیستی» طراحی شده بود. این نظریه که توسط روشنفکران جهان سوم طراحی شده بود، با هدف دور زدن مرحله توسعه سرمایه‌داری در کشورهایشان و حرکت مستقیم به سمت سوسیالیسم بود.
دولت موقت گرنادا ضمن تأکید بر ماهیت مردمی قدرت، از استراتژی لنینیستی کنترل جمعیت توسط نخبگان مبارز پیروی کرد: از همان ماه‌های اول پس از تصرف قدرت، دولت جنبش جواهر جدید با قرار دادن مدیران و فعالان قابل اعتماد در تمام موقعیت‌های استراتژیک، انحصار قدرت را در دست گرفت. سازمان‌های توده‌ای تحت نظارت حزب تشکیل شدند، مانند سازمان ملی جوانان، یک جنبش جوانان که از نزدیک توسط کمیته جوانان NJM کنترل می‌شد. فیلیس کورد، همسر برنارد، ریاست سازمان ملی زنان را بر عهده داشت: شاخه زنان حزب که قبل از تصرف قدرت تأسیس شد اما تا حد زیادی پس از سال ۱۹۷۹ توسعه یافت. فعالان NJM "شوراهای محلی" را به رهبری شاخه‌های حزب ایجاد کردند: هفت شورا در سراسر کشور، این شوراها قرار بود ابزار اصلی دموکراسی مستقیم در گرنادا باشند. شوراهای محلی - که در ابتدا فقط برای اعضا و هواداران حزب باز بودند - که هیچ موجودیت قانونی نداشتند - به سرعت برای همه باز شدند تا در مورد مشکلات محلی بحث کنند. شوراها اول از همه از شور و شوق واقعی مردم بهره می‌برند و وفور نعمت ایجاب می‌کرد که آنها به "شوراهای منطقه‌ای" تقسیم شوند. جلسات هیئت مدیره اغلب به کارگاه‌هایی تقسیم می‌شد تا در مورد موضوعات خاص بحث شود.
در سال ۱۹۸۲، شوراهای محلی اهمیت خود را به نفع دفاتر هماهنگی روستایی (VCBs) که مسئول هماهنگی کار آنها با نهادهای دولتی، شبه‌نظامیان محلی و اتحادیه‌ها بودند، از دست دادند. با وجود توسعه مجامع محلی، اعضای آنها از فرآیند تصمیم‌گیری کنار گذاشته شدند و اگرچه می‌توانستند پیشنهادهایی ارائه دهند، اما قادر به به چالش کشیدن سیاست‌های دولت که ملزم به تصویب آنها بودند، نبودند. بنابراین، «قدرت مردمی» در مواجهه با کمیته مرکزی جنبش جواهر جدید، که قدرت تصمیم‌گیری واقعی را در دست داشت، خلع سلاح شد، اگرچه اعضای آن هیچ مشروعیت دموکراتیک دیگری جز انتخاب شدن با تشویق در سال ۱۹۷۳ نداشتند. در میان مردم، شور و شوق اولیه به تدریج جای خود را به خصومت داد، زیرا اختلاف نظرها با سیاست‌های دولت انقلابی خلق افزایش یافت. پیامدهای منفی برای اقتصاد جزیره (به ویژه کاهش تعداد گردشگران) ناشی از وخامت روابط با ایالات متحده، یکی از دلایل اصلی نارضایتی بود.
ارتش منحل شده با ارتش انقلابی خلق (PRA) جدید، تحت رهبری هادسون آستین، جایگزین شد و دومی به درجه ژنرالی ارتقا یافت. یک نیروی شبه‌نظامی مردمی برای حمایت از ارتش در صورت حمله به جزیره ایجاد شد. به لطف کمک کوبا، ارتش انقلابی خلق به سرعت شاهد افزایش تعداد نفرات خود از حدود پنجاه نفر به حدود ۲۰۰۰ نفر بود، رقمی که از مجموع تمام نیروهای مسلح دیگر در منطقه آنتیل بیشتر است.
علاوه بر این، رهبری جنبش جواهر جدید دچار تفرقه شد و جناح برنارد کوارد در مقابل جناح موریس بیشاپ قرار گرفت. انقلابی که بیشاپ رهبری می‌کرد، به نظر «معتدل و طرفدار کاستاریکا» بود. خطی که برنارد کوارد از آن دفاع می‌کرد، در برخی موارد در منطق کمونیستی رادیکال‌تر، حتی استالینیستی، قرار داشت و یک سازمان حزبی کاملاً لنینیستی را توصیه می‌کرد که پس از تصرف قدرت نیز به شیوه یک جنبش زیرزمینی رهبری شود. تسلط خوب برنارد کوارد بر مفاهیم نظری مارکسیستی-لنینیستی اغلب به او اجازه می‌داد، به لطف احترام بیشاپ و اطرافیانش به تحلیل‌های لنینیستی، بر مباحث داخلی رهبری حزب تسلط داشته باشد. با این حال، جناح‌های بیشاپ و کوارد هیچ اختلاف نظر عمده‌ای در مورد سرعت گذار به سوسیالیسم نداشتند. در سال ۱۹۸۲، موریس بیشاپ در سخنرانی خود برای مدیران جنبش جواهرات جدید، بار دیگر بر ویژگی «ملی-دموکراتیک» و «ضد امپریالیستی» انقلاب گرنادا و قصد خود برای ایجاد «دیکتاتوری کارگری» تأکید کرد: در این سخنرانی، او ادعا کرد که می‌خواهد به حکومت با فرمان ادامه دهد و عناصر بورژوازی و خرده بورژوازی متحد رژیم خود را از قدرت و فضای عمومی کنار بگذارد تا گرنادا را به سمت مرحله «جهت‌گیری سوسیالیستی» هدایت کند.

### آزادی‌های عمومی
گرایش‌های سرکوبگرانه رژیم در طول ماه‌ها افزایش یافت. قانون خلق شماره ۸، که اندکی پس از تصرف قدرت اعلام شد، اجازه بازداشت پیشگیرانه هر شخصی را که «مظنون به تهدید امنیت عمومی» بود، می‌داد. در آوریل ۱۹۷۹، گرنادا ۸۰ زندانی سیاسی داشت که اکثر آنها از همکاران سابق گری بودند. در ماه‌های بعد، دو رویداد به رادیکالیزه شدن اقدامات امنیتی کمک کرد. در نوامبر ۱۹۷۹، توطئه‌ای علیه دولت که توسط یک افسر پلیس سابق، ویلتون د راونیر ، طراحی شده بود، کشف شد. در ژوئن ۱۹۸۰، در جریان یک جلسه عمومی، بمبی زیر جایگاه رسمی که موریس بیشاپ و دیگر شخصیت‌ها روی آن قرار داشتند، منفجر شد. اگرچه جان سخنرانان به دلیل تخته بتنی زیر پایشان نجات یافت، اما سه دختر جوان کشته شدند. توطئه نوامبر ۱۹۷۹ و حمله ژوئن ۱۹۸۰ باعث «تهاجم» دولت علیه «دشمنان» آن شد و این وقایع به حضور گروه‌های ضدانقلاب در جزیره نسبت داده شد.
پس از بمب‌گذاری، موجی از دستگیری‌ها رخ داد؛ یک فرمان ضد تروریسم تصریح می‌کند که هر مظنونی در یک حمله توسط دادگاهی بدون هیئت منصفه محاکمه خواهد شد و فعالیت‌های تروریستی با اعدام مجازات خواهد شد. چهار نفر به جرم حمله دستگیر و متهم شدند: در طول محاکمه، قاضی متوجه شد که اعترافات دو نفر از متهمان تحت شکنجه گرفته شده است و اظهارات آنها را غیرقابل قبول اعلام کرد. بر این اساس، محاکمه به تعویق افتاد: مظنونان در زندان ماندند و در دسامبر ۱۹۸۳، پس از سقوط جمهوری خودمختار گرنادا، مشمول عفو فرماندار کل گرنادا شدند .
در حالی که دولت انقلابی خلق گرنادا، برخلاف سایر رژیم‌های «سوسیالیستی» در جهان سوم ، خشونت گسترده‌ای علیه مخالفان خود اعمال نمی‌کرد - از اعدام یا محکوم کردن آنها به کار اجباری خودداری می‌کرد - بازداشت‌های پیشگیرانه مکرر بود. حدود ۳۰۰۰ نفر، از جمعیت کمتر از ۹۰۰۰۰ نفر در کل کشور، در طول چهار سال حکومت جمهوری خلق گرنادا دستگیر و مورد بازجویی قرار گرفتند که ۳۰۰ نفر از آنها بازداشت شدند: در حالی که اکثر دستگیرشدگان فقط برای چند روز یا حتی چند ساعت بازداشت شدند، این کشور در پایان سال ۱۹۸۲ حدود ۱۲۰ زندانی ضدانقلاب داشت که اکثر آنها به مدت دو سال یا بیشتر و اکثر آنها بدون محاکمه در بازداشت بودند. وینستون وایت، رهبر حزب متحد خلق، حزبی که قبلاً با جنبش جواهر جدید متحد بود، در میان زندانیان بود. در مارس ۱۹۸۳، با در نظر گرفتن آزادی‌های ماه‌های قبل، عفو بین‌الملل ۹۷ زندانی سیاسی را در گرنادا ثبت کرد.
به طور گسترده‌تر، از نظر آزادی‌های عمومی، PRG نقش خود را از منظر مارکسیستی، از زاویه «دیکتاتوری پرولتاریا» می‌دید، که شامل حق اعمال «سرکوب محدود» علیه مخالفان «بورژوازی» انقلاب می‌شد. در رژیم گری، مخالفان به رسانه‌های دولتی دسترسی نداشتند، وضعیتی که در PRG نیز تغییر نکرد. از آنجا که تنها ایستگاه رادیویی در جزیره (رادیو گرنادا، که پس از انقلاب به رادیو آزاد گرنادا تغییر نام داد) دولتی بود، کنترل آن توسط PRG به معنای حفظ وضع موجود بود. وضعیت در مورد مطبوعات مکتوب، که متعلق به سرمایه خصوصی بودند، متفاوت بود: از سپتامبر ۱۹۷۹، بیشاپ روزنامه‌های مختلف، از جمله نشریه محافظه‌کار Torchlight، را به دست داشتن در «اعمال بی‌ثبات‌کننده» متهم کرد.
بنابراین، دولت شروع به نابودی مطبوعات مخالف کرد و عملاً به جنبش جواهر جدید انحصار اطلاعات را بخشید. قانون شماره ۸۱ خلق، افراد حقیقی را از داشتن بیش از ۴٪ سهام یک روزنامه منع می‌کرد، که معادل ناپدید شدن مطبوعات غیردولتی بود. قانون دوم، که در ژوئن ۱۹۸۱ منتشر شد، انتشار روزنامه را به مدت یک سال کامل، تا زمان تصویب قانون جدید آزادی مطبوعات ، ممنوع کرد . سپس دولت سیستمی از مالکیت جمعی روزنامه‌ها را تعریف کرد که معادل شیوه‌ای از خودمدیریتی مطبوعات نوشتاری بود. با این حال، عدم دقت در مورد جدول زمانی برای گذار به مالکیت جمعی روزنامه‌ها، در آن زمان به این ترس دامن زد که این برنامه تنها بهانه‌ای برای گسترش کنترل دولت بر مطبوعات است. سیاست PRG در مورد آزادی اطلاعات، به ویژه به دلیل اینکه صاحبان روزنامه‌های خصوصی حداکثر تبلیغات را در مورد اقدامات سرکوبگرانه‌ای که در معرض آن قرار داشتند، ارائه می‌دادند، بسیار ضعیف تلقی می‌شد. در مقابل، برنامه مالکیت جمعی رسانه‌ها تأثیر کمی بر مردم دارد.

### اقتصاد
در سطح اقتصادی، دولت انقلابی در شرایط بسیار نامساعدی فعالیت می‌کرد: گرانادا، که اقتصاد آن عمدتاً به گردشگری متکی است (این جزیره عمدتاً جوز هندی و موز تولید می‌کند)، هم از عواقب طوفان آلن و هم از کاهش قیمت صادرات رنج می‌برد. پس از انقلاب، دولت انقلابی گرانادا (PRG) کنترل دولت بر اقتصاد را گسترش داد و از دستورالعمل‌های الهام گرفته از رژیم‌های کمونیستی پیروی کرد : تجارت، زیرساخت‌ها و مشاغل غیرکشاورزی تا حد زیادی ملی شدند. اگرچه کشاورزی، که در اقتصاد گرانادا غالب بود، اساساً در بخش خصوصی باقی ماند، اما نمایندگان دولت برای نظارت بر صادرات کشاورزی منصوب شدند. دولت با هدف جایگزینی اقتصاد بازار که در زمان دولت گری اجرا می‌شد و ترویج سریع‌ترین گذار ممکن به سوسیالیسم ، قصد داشت یک اقتصاد مختلط تحت سلطه بخش دولتی ایجاد کند . با این وجود، PRG نشان داد که علی‌رغم حضور مشاورانی از سایر کشورهای کارائیب یا کشورهای "سوسیالیستی"، قادر به ایجاد یک اقتصاد برنامه‌ریزی شده واقعی نیست، به ویژه به دلیل کمبود مدیران اجرایی واجد شرایط. به دلیل تأکید بیشتر بر برنامه‌ریزی، قیمت‌ها عموماً با عرضه و تقاضا هماهنگ نبودند . 
وخامت اوضاع اقتصادی، سازوکارهای بازار را کم‌اثرتر کرد، در حالی که برنامه‌ریزی در دستیابی به اهداف تعیین‌شده شکست خورد و گرنادا، به طور کلی، به تمام مشکلات خاص کشورهای در حال توسعه (کمبود منابع طبیعی، پرسنل واجد شرایط، فناوری‌ها و فقدان صنایع تولیدی) مبتلا است. دوره ۱۹۷۹ تا ۱۹۸۳، به طور کلی، با اختلالات اقتصادی مشخص شد. با این حال، تعدادی از اصلاحات PRG اثرات مثبتی داشتند: مقامات سیستمی از وام‌های مالی و تجهیزاتی برای کشاورزان و تعاونی‌های کشاورزی را برای توسعه فعالیت ایجاد کردند. دولت بیشاپ همچنین برای توسعه زیرساخت‌ها، به ویژه با ساخت جاده‌های جدید، تلاش کرد.

### سیاست‌های اجتماعی
در مورد سیاست آموزشی، دولت انقلابی مردمی (PRG) برای بهبود سطح آموزش در گرانادا، جایی که ۷٪ از جمعیت بی‌سواد هستند، تلاش کرد: مرکزی برای آموزش عمومی (CPE) برای هماهنگی ابتکارات آموزشی دولت، از جمله کمپین‌های سوادآموزی، ایجاد شد. تلاش‌هایی برای بهبود نتایج و برنامه‌های مدارس در حال انجام است. یادگیری زبان کرئول گرنادایی در مدرسه مجاز است. تمایل PRG به حاشیه راندن آموزش مذهبی و به طور گسترده‌تر، نقش کلیسا - به ویژه کاتولیک - در آموزش، به وخامت روابط بین دولت و روحانیت گرنادایی کمک کرد. دولت انقلابی مردمی، کلیساهای گرنادایی (کاتولیک، پروتستان و آنگلیکان) را به عنوان دشمنان مستقیم خود در نظر گرفته بود: گزارشی از مقامات گرنادایی، روحانیت را خطرناک‌ترین مراکز بالقوه ضد انقلابی توصیف کرد و نظارت مداوم بر کلیساها و همچنین توسعه روابط بین PRG و جنبش الهیات رهایی‌بخش را توصیه کرد . در بخش بهداشت، دولت بیشاپ تلاش کرد تا خدمات موجود را بهبود بخشد: در این زمینه، به ویژه از کمک‌های کوبا بهره‌مند می‌شود که دوازده پزشک متخصص را به گرنادا اعزام کرد و بدین ترتیب تعداد متخصصان در کشور را دو برابر کرد. مرخصی زایمان و مراکز بهداشت عمومی نیز معرفی شدند. [ نیازمند منبع ]

## سیاست خارجی
پس از انقلاب ۱۹۷۹، دولت‌های کشورهای کارائیب برای تصمیم‌گیری در مورد نحوه برخورد با دولت جدید تشکیل جلسه دادند و میزان گرایش چپ‌گرایانه جمهوری خلق گرنادا را زیر سوال بردند. موریس بیشاپ، جورج لوئیزون را به عنوان فرستاده فرستاد تا به رهبران کشورهای کارائیب اطمینان خاطر دهد و دولت انقلابی گرنادا با اطمینان خاطر، حسن نیت خود را برای به رسمیت شناختن همسایگانش افزایش داد؛ به رسمیت شناختن دولت انقلابی خلق منجر به لزوم بازگشت گرنادا به استاندارد قانون اساسی به عنوان جامعه کشورهای کارائیب ( CARICOM) می‌شد. در ماه‌های اول موجودیت خود، به نظر می‌رسید که دولت انقلابی خلق گرنادا "چرخش به چپ" را در کارائیب اعلام کرده است. در ژوئیه ۱۹۷۹، یک اجلاس کوچک در گرنادا برگزار شد که در کنار موریس بیشاپ، دو رئیس دولت دیگر از حزب کارگر را که برای چند ماه به قدرت رسیده بودند، گرد هم آورد: الیور سرافین ، نخست‌وزیر دومینیکا و آلن لوئیزی ، نخست‌وزیر سنت لوسیا .
همچنین در میان متحدان اصلی دولت گرنادی، مایکل مانلی ، نخست وزیر سوسیالیست جامائیکا ، قرار داشت ؛ اما از سال ۱۹۸۰، شکست انتخاباتی مانلی، موریس بیشاپ را از این حمایت مهم محروم کرد. سرافین و لوئیزی نیز به سرعت قدرت را ترک کردند. به طور کلی، تغییر به چپ مورد انتظار در منطقه رخ نداد. احزاب راست‌گرا در سنت وینسنت و گرنادین‌ها و آنتیگوا و باربودا، جایی که احزاب نزدیک به جنبش جواهر جدید حذف شده‌اند، در انتخابات پیروز شدند. روابط دیپلماتیک با ترینیداد و توباگو سرد بود و روابط با گویان رو به وخامت بود. بنابراین، دولت گرنادی خود را از نظر سیاسی در منطقه منزوی یافت.

### اتحاد با کوبا، تنش با ایالات متحده
به محض اینکه دولت جنبش جواهرات جدید به قدرت رسید، ارتباطات پنهانی با کوبا برقرار کرد که خیلی سریع به کوبا سلاح رساند. روابط با ایالات متحده چندین مرحله را طی کرد، اما به سرعت رو به وخامت گذاشت. پس از سرنگونی او، اریک گیری کودتای کمونیستی در کشورش را محکوم کرد و سعی کرد کمک‌های آمریکایی را دریافت کند: با این وجود، وزارت امور خارجه تمایل داشت برای تحلیل اوضاع به بریتانیا تکیه کند. دولت موقت گرنادی به سرعت درخواست کمک اقتصادی و نظامی به ایالات متحده ارسال کرد که بی‌پاسخ ماند. رژیم جدید بیش از هر چیز می‌خواست از خود در برابر تلاش گیری برای بازگشت محافظت کند و بیشاپ اعلام کرد که از ایالات متحده، بریتانیا، کانادا و ونزوئلا درخواست اسلحه خواهد کرد: نخست‌وزیر گرنادی به ویژه قبل از علنی کردن تماس‌های خود با کوبا، سعی کرد فضای سیاسی بین‌المللی پیرامون رژیم خود را ارزیابی کند.
در ۲۲ مارس ۱۹۷۹، ایالات متحده پس از اینکه به این نتیجه رسید که بازگشت گری به قدرت امکان‌پذیر نیست، رژیم جدید را به رسمیت شناخت؛ با این وجود، دولت آمریکا تأکید کرد که از درخواست کشورهای کارائیب برای بازگشت به وضعیت عادی سیاسی حمایت می‌کند. در ۲۳ مارس، ایالات متحده، با تمایل به برقراری روابط خوب با جمهوری خلق گرنادا، سفیر خود در کارائیب شرقی، فرانک اورتیز، را به گرنادا فرستاد: اولین مصاحبه به خوبی پیش رفت؛ سفیر آمریکا، ضمن اعلام پروژه‌های کمک به گرنادا، رهبران جنبش ملی عدالت (NJM) را به سازماندهی انتخابات تشویق کرد. اورتیز در دومین سفر خود به گرنادا، متوجه شد که بیشاپ و دولتش به ویژه نگران کودتای احتمالی گری از تبعید خود هستند. سفیر به موریس بیشاپ و برنارد کورد اطمینان داد که ایالات متحده قصد ندارد به گری اجازه دهد ارتش تشکیل دهد و از خاک آنها به گرنادا حمله کند. اما این دیپلمات چندین اشتباه مرتکب شد، اولاً با هشدار به بیشاپ و کورد در مورد خطرات کاهش گردشگری در کشورشان در صورت ناآرامی‌های سیاسی، و سپس با دادن یک بیانیه مطبوعاتی به آنها مبنی بر اینکه ایالات متحده اتحاد نظامی گرانادا با کوبا را، حتی با هدف دفاع از خود در برابر حمله احتمالی، نادیده خواهد گرفت. این مصاحبه عمیقاً بر روابط آمریکا و گرانادا تأثیر گذاشت: بیشاپ و کورد این هشدارها را تهدید و حتی نشانه‌ای از تحقیر و نژادپرستی از سوی سفیر دانستند.
در ۱۳ آوریل، بیشاپ سخنرانی توهین‌آمیزی ایراد کرد و به شدت دخالت آمریکا را محکوم کرد. روز بعد، روابط دیپلماتیک با کوبا برقرار شد و تماس‌هایی بین رژیم‌های فیدل کاسترو و موریس بیشاپ آشکار شد. ایالات متحده با این نزدیکی، ترس‌های خود را تأیید شده دید، در حالی که دولت گرانادا، نگرش آمریکا را مظهر امپریالیسم می‌دانست. روابط بین دو کشور در طول بقیه سال ۱۹۷۹ تا پایان دوره جیمی کارتر در کاخ سفید، به ویژه زمانی که چندین شهروند آمریکایی برای مدت کوتاهی در گرانادا دستگیر شدند، همچنان پرتنش بود.
روابط بین کوبا و گرنادا به سرعت رشد کرد و این امر به لطف روابط شخصی عالی فیدل کاسترو و موریس بیشاپ تسهیل شد. رئیس جنبش ملی جوانان (NJM) تحسین زیادی از رهبر کوبا ابراز کرد که در عوض، رهبر کوبا نیز محبتی تقریباً پدرانه به او نشان داد. کوبا به رژیم جدید گرنادا سلاح عرضه می‌کرد و مشاورانی را برای تشکیل ارتش انقلابی خلق گرنادا اعزام می‌کرد. در ژوئن ۱۹۷۹، یک توافق‌نامه همکاری بین دو کشور منعقد شد که کمک کوبا را برای توسعه بخش بهداشت و زیرساخت‌های گرنادا فراهم می‌کرد. در سال ۱۹۸۱، یک توافق‌نامه جدید، این بار محرمانه، در مورد همکاری نظامی امضا شد. کوبا به ویژه به گرنادا در ساخت یک فرودگاه جدید با هدف توسعه گردشگری در این جزیره کمک کرد. چند صد امدادگر کوبایی، که بیشتر آنها برای کمک به ساخت فرودگاه آمده بودند، در این جزیره مستقر شدند. تعداد زیادی از آنها نیز نیروهای ذخیره نیروهای مسلح کوبا بودند و آموزش نظامی دیده بودند. سپس کوبا گروهی از پرسنل نظامی فعال و همچنین مأموران سرویس‌های امنیتی خود را در گرنادا مستقر کرد. دولت موریس بیشاپ علاوه بر اتحاد با کوبا، در سال ۱۹۸۰ از حمایت دانیل اورتگا ، رئیس جمهور ساندینیست نیکاراگوئه، نیز برخوردار شد که همبستگی خود را با انقلاب گرانادا اعلام کرد.

### روابط با سایر کشورهای کمونیستی
موریس بیشاپ علاوه بر ارتباط با دولت‌های چپ‌گرای آمریکای لاتین، به کمیته مرکزی جنبش جواهر جدید گفت که هدف او حفظ روابط خوب با همه کشورهای جهان، به استثنای «دیکتاتوری‌های فاشیستی» است. بر این اساس، روابط همکاری به زودی با رژیم‌های کمونیستی، عمدتاً از طریق کوبا، توسعه یافت: رژیم فیدل کاسترو نقش واسطه را برای کمک به گرنادا ایفا کرد، که راه‌های ارتباطی آن با کشورهای خارجی محدود به انعقاد توافق‌نامه‌هایی با اتحاد جماهیر شوروی، ویتنام و چکسلواکی بود. اتحاد جماهیر شوروی که کارائیب را به عنوان یک حوزه اولویت‌دار در نظر نمی‌گرفت، در مورد انقلاب گرنادا محتاط بود و شش ماه طول کشید تا روابط دیپلماتیک با رژیم جنبش جواهر جدید برقرار کند، که این امر عمدتاً با اصرار کوبایی‌ها و پس از تضمین ثبات دولت بیشاپ انجام شد: بیانیه مشترک اتحاد جماهیر شوروی و جمهوری خلق گرنادا در هاوانا امضا شد.
با این حال، همکاری بین اتحاد جماهیر شوروی و گرنادا، به ویژه در سطح اقتصادی، محدود ماند - و کوبا همچنان شریک اصلی دولت گرنادا باقی ماند. با این وجود، جنبش جواهر جدید قصد داشت روابط خود را با دولت شوروی توسعه دهد، به ویژه به عنوان واسطه‌ای بین اتحاد جماهیر شوروی و چپ کارائیب عمل کند. در ژوئیه ۱۹۸۲، یک توافق‌نامه همکاری بین جنبش جواهر جدید و حزب کمونیست اتحاد جماهیر شوروی امضا شد که تبادل تجربیات و آموزش بین کادرهای دو حزب را فراهم می‌کرد. توافق‌نامه‌های همکاری مشابهی با احزاب کمونیست کوبا، بلغارستان و آلمان شرقی امضا شد. کشورهای مختلف بلوک شرق امدادگران اعزام کردند. در اوایل دهه ۱۹۸۰، مجموعه‌ای از توافق‌نامه‌های مخفی بین اتحاد جماهیر شوروی و گرنادا امضا شد که کمک‌های شوروی به تجهیزات و سلاح به ارزش ۲۰ میلیون روبل را فراهم می‌کرد. پس از سفر برنارد کوارد به پراگ، چکسلواکی در ازای توافق‌نامه‌ای مبنی بر تحویل ۸۰ تن جوز هندی در سال، از سال ۱۹۸۴، به گرنادا سلاح عرضه کرد.
کره شمالی متعهد شد که سلاح، مهمات و ۶۰۰۰ یونیفرم به گرنادا تحویل دهد. توافقات با اتحاد جماهیر شوروی همچنین آموزش سربازان گرنادا در خاک شوروی را فراهم می‌کرد. تحویل تسلیحات از کشورهای مختلف کمونیستی عمدتاً برای سال ۱۹۸۶ برنامه‌ریزی شده بود و تنها بخشی از کمک‌های برنامه‌ریزی شده شوروی در سال ۱۹۸۳، در زمان سقوط رژیم، به دست آنها رسید.

### تلاش برای آشتی با آمریکا
روابط با ایالات متحده همچنان بسیار پرتنش بود - حمایت موریس بیشاپ از مداخله شوروی در افغانستان سرانجام در آغاز سال ۱۹۸۰ این روابط را رو به وخامت گذاشت - و به ویژه پس از انتخاب رونالد ریگان به عنوان رئیس جمهور، با مجموعه‌ای از اظهارات تهاجمی از هر دو طرف مشخص شد. ساخت فرودگاه جدید با کمک کوبا به ویژه دولت آمریکا را نگران کرد، زیرا بیم آن می‌رفت که از آن برای مانورهای نظامی استفاده شود. در آوریل ۱۹۸۲، رونالد ریگان به جامائیکا و باربادوس رفت : او با سران مختلف دولت‌های کارائیب دیدار کرد و در این فرصت سعی کرد حمایت آنها را در برابر دولت گرنادی به دست آورد. با این حال، ابتکار ریگان با موفقیت چندانی روبرو نشد، چرا که اکثر دولت‌های جامعه کارائیب پس از تنش‌های سال ۱۹۸۱، مایل به بهبود روابط خود با جمهوری خودگردان کارائیب (PRG) بودند. دولت گرنادی نیز به نوبه خود، از حمله آمریکا به خاک خود بیمناک شد: در مارس ۱۹۸۳، مانورهای نیروی دریایی ایالات متحده در آب‌های کارائیب، موریس بیشاپ را به اندازه کافی نگران کرد تا اجلاس جنبش عدم تعهد را که در هند شرکت کرده بود، ترک کند و به سرعت به کشور خود بازگردد تا نیروهای مسلح را به حالت آماده‌باش درآورد.
پس از این ماجرا، نخست وزیر گرانادا مجبور شد ماهیت غیرقابل دفاع و بلندمدت روابط ضعیف با ایالات متحده را به رسمیت بشناسد، به ویژه به دلیل وابستگی گرانادا به گردشگری از ایالات متحده و کانادا؛ ساخت فرودگاه جدید که هنوز در حال انجام است و با هدف احیای اقتصاد کشور انجام می‌شود، در صورت عدم بازدید گردشگران آمریکای شمالی، با خطر از دست دادن کامل مواجه بود. موریس بیشاپ به کمیته مرکزی NJM پیشنهاد توقف اظهارات ضد آمریکایی را داد و تلاش می‌کند تا روابط خوب با ایالات متحده را احیا کند. در ژوئن ۱۹۸۳، او به دعوت مروین ام. دیمالی ، رئیس انجمن سیاه‌پوستان کنگره ، پاسخ داد و برای یک دیدار دیپلماتیک به واشنگتن رفت. سفر بیشاپ به ایالات متحده با هدف ارائه تصویر یک رئیس دولت مسئول به نهاد و عموم مردم آمریکا، کمک به احیای گردشگری آمریکا در گرانادا و همچنین ایجاد ارتباط بین دولت انقلابی محبوب گرانادا و جامعه سیاه‌پوستان آمریکا انجام شد. با این حال، رونالد ریگان به درخواست موریس بیشاپ برای ملاقات پاسخی نداد. به نظر می‌رسد سفر دومی به ایالات متحده، رادیکال‌ترین جناح جنبش جواهر جدید را که به دنبال پیشنهادهای دیپلماتیک به سمت واشنگتن بود، آزرده خاطر کرده است.

## اختلافات درون حکومتی
در دولت انقلابی خلق و جنبش جواهر جدید، مبارزه قدرت بین موریس بیشاپ و برنارد کوارد در طول سال‌ها منجر به برکناری نزدیکان نخست‌وزیر شد. سبک‌های سیاسی بیشاپ و کوارد، که بسیار متضاد بودند - بیشاپ که برخلاف کوارد، از محبوبیت واقعی در افکار عمومی برخوردار بود، عمدتاً به دنبال اجماع در درون حزب بود و به محبوبیت و کاریزمای شخصی خود تکیه می‌کرد، در حالی که کوارد به شیوه یک "اپراتور" وابسته به مفهوم تمرکزگرایی دموکراتیک عمل می‌کرد - نخست‌وزیر را در برابر مانورهای نفر دوم خود آسیب‌پذیر کرد. به نظر می‌رسد جاه‌طلبی شخصی برنارد کوارد، که خود را باهوش‌تر و شایسته‌تر از موریس بیشاپ می‌دانست، بیش از هر عامل سیاسی عینی دیگری، نقش محرکی در ایجاد بحران نهایی داشته است. یک تز این است که شوروی‌ها، در طول کودتا، جناح رادیکال برنارد کوارد را که به منافع خود نزدیک‌تر می‌دانستند، "از راه دور هدایت" کردند، اما این عنصر هنوز اثبات نشده است. به نظر می‌رسید گرایش کورد پیوندهای بیشتری با اتحاد جماهیر شوروی برقرار کرده باشد، در حالی که گرایش بیشاپ به کوبا نزدیک‌تر بود: واقعیت یا جدیت تضاد منافع احتمالی در گرانادا بین اتحاد جماهیر شوروی و کوبا مشخص نشده است.
در اکتبر ۱۹۸۲، کنریک رادیکس، وزیر توسعه صنعتی و متحد نزدیک بیشاپ، و کالدول تیلور، سفیر در سازمان ملل، از کمیته مرکزی حزب کنار گذاشته شدند. رادیکس که متقاعد شده بود قربانی توطئه‌ای برای تضعیف نخست‌وزیر شده است، از جنبش ملی عدالت استعفا داد و اعلام کرد که قصد دارد ظرف یک سال از دولت خارج شود. کورد، نفر دوم در سلسله مراتب جنبش ملی عدالت، نیز استعفای خود را از کمیته مرکزی اعلام کرد و نارضایتی خود را از ناتوانی رهبری حزب در اتخاذ یک خط مشی واقعاً لنینیستی ابراز داشت. متعاقباً، خصومت برخی از مدیران اجرایی با نخست‌وزیر زمانی افزایش یافت که فهمیدند در مصاحبه‌ای با جورج چمبرز، رئیس دولت ترینیداد و توباگو، گفته شده است که بیشاپ آماده برگزاری انتخابات است. چمبرز همچنین در این فرصت او را به آزادی زندانیان سیاسی تشویق می‌کرد. در سپتامبر ۱۹۸۳، جلسه فوق‌العاده‌ای از هیئت‌های حاکمه جنبش ملی عدالت به درخواست لیام جیمز، وزیر کشور، تشکیل شد . چندین مدیر جوان به شدت به موریس بیشاپ حمله کردند، که او را، از جمله به ناتوانی در فراهم کردن یک «پایگاه مارکسیستی-لنینیستی محکم» برای حزب متهم می‌کنند. هواداران کورد پیشنهادی برای ایجاد رهبری مشترک حزب ارائه دادند که در آن موریس بیشاپ قدرت را با برنارد کورد تقسیم کند: این تصمیم به رأی گذاشته شد - که اولین رأی‌گیری داخلی در تاریخ NJM بود - و با نه رأی موافق در مقابل یک رأی مخالف تصویب شد، که در آن جورج لوئیزون رأی مخالف و موریس بیشاپ، وزیر امور خارجه یونیسون وایتمن و رهبر اتحادیه کارگری فیتزروی بین رأی ممتنع دادند. تنش در هفته‌های بعد همچنان شدید بود: بیشاپ، که رهبری مشترک را غیرقابل دفاع می‌دانست، از ترور شدن توسط جناحی به رهبری کورد و همسرش فیلیس می‌ترسید.

## پایان دولت

### کودتای داخلی و مرگ موریس بیشاپ
موریس بیشاپ، به همراه یونیسون وایتمن و جورج لوئیزون، سپس برای دریافت کمک‌های اقتصادی بیشتر از بلوک شرق به چکسلواکی و مجارستان سفر کرد. پس از انحراف به کوبا در سفر بازگشت، در ۸ اکتبر به گرنادا رسید و متوجه شد که دیگر نمی‌تواند وارد محل اقامت رسمی خود شود. نخست وزیر گرنادا سپس معتقد بود که ارتش توطئه‌ای علیه او اجرا کرده‌اند: یکی از محافظان او، ارول جورج، شروع به پخش شایعه‌ای مبنی بر اینکه بیشاپ در معرض خطر ترور قرار دارد، کرد. کمیته مرکزی در ۱۲ اکتبر برای بررسی شایعات توطئه تشکیل جلسه داد و بیشاپ انکار کرد که پشت این شایعات بوده است. او سپس پیامی نوشت که قرار بود از طریق امواج رادیو آزاد گرنادا خوانده شود و این شایعات را تکذیب کرد. سپس کمیته مرکزی تصمیم گرفت موریس بیشاپ را رسماً برای امنیت خود و محافظت از او در برابر "ضد انقلابیون" در حصر خانگی قرار دهد. روز بعد، مجمع عمومی فعالان حزب با حضور ۲۵۰ تا ۳۰۰ نفر برگزار شد. این جلسه در فضایی نفرت‌انگیز برگزار شد: بیشاپ به عنوان یک «فرصت‌طلب خرده‌بورژوا» که قادر به رهبری کشور به سمت سوسیالیسم نیست و همچنین به عنوان کسی که نمی‌خواهد رهبری مشترک حزب را برقرار کند، متهم شد. سپس بیشاپ در جایگاه حاضر شد و به شکست‌های خود در مرکزیت دموکراتیک اعتراف کرد، در حالی که در مورد امکان‌پذیری رهبری مشترک ابراز تردید کرد. ارول جورج احضار شد تا در جلسه حاضر شود و اتهامات خود را در مورد توطئه علیه بیشاپ تکرار کند. بیشاپ سکوت کرد که به عنوان اعتراف به گناه در انتشار تز کودتا تعبیر شد. کمیته مرکزی تصمیم گرفت تا زمان روشن شدن منشأ شایعه، نخست‌وزیر را در بازداشت نگه دارد. ژاکلین کرفت ، وزیر آموزش و پرورش و همراه بیشاپ، نیز با او زندانی شد.
در ۱۴ اکتبر، سلوین استراکان ، وزیر بسیج، به دفتر روزنامه «فری وست ایندین» رفت و اعلام کرد که نخست‌وزیر برکنار شده و برنارد کورد اکنون رهبری کشور را بر عهده دارد. این خبر بلافاصله پخش شد و کل جمعیت به زودی از بحران آگاه شدند. در آن زمان سردرگمی در گرنادا شدید بود: برنارد کورد، در تلاش برای جبران اشتباه استراکان و آرام کردن هواداران موریس بیشاپ، استعفای خود را اعلام کرد، اما اطلاعات دیگر نشان می‌داد که او هنوز در قدرت است. فیدل کاسترو، بدون دخالت در امور گرنادا، نگرانی‌های خود را ابراز کرد. اتحاد جماهیر شوروی، به نوبه خود، در بلاتکلیفی باقی ماند و سفیر آن در محل ظاهراً به این سوال بسنده کرد که کدام یک، بیشاپ یا کورد، «مارکسیست‌تر» است. هواداران موریس بیشاپ در دستگاه جنبش ملی هند (NJM) بسیج شدند: کنریک رادیکس تظاهراتی را در حمایت از بیشاپ ترتیب داد، اما او عصر همان روز دستگیر شد.
در ۱۵ اکتبر، نیروهای مسلح بیانیه‌ای صادر کردند که در آن بیشاپ را به عدم رعایت نظم حزبی متهم کرده و هشدار دادند که هیچ بی‌نظمی را تحمل نخواهند کرد. روز بعد، ژنرال هادسون آستین در رادیو صحبت کرد و موریس بیشاپ را به دیکتاتوری متهم کرد. بی‌نظمی در گرنادا حاکم شد و هواداران پرشمار بیشاپ در میان مردم علیه کورد و کمیته مرکزی حزب تظاهرات کردند، در حالی که جلساتی که توسط مخالفان بیشاپ سازماندهی شده بود به یک شکست مفتضحانه تبدیل شد. یونیسون وایتمن، که در جلسه سازمان ملل شرکت می‌کرد، با ترس از اینکه بحران جدی که انقلاب با آن مواجه بود به "حمام خون" تبدیل شود، با عجله به گرنادا بازگشت. وایتمن و جورج لوئیزون تلاش کردند با کورد و استراکان مذاکره کنند و در مورد خطر مداخله خارجی در گرنادا بحث کردند، اما کورد که به لطف حمایت حزب و ارتش خود را از پیروزی مطمئن می‌دانست، این هشدار را جدی نگرفت و استدلال کرد که "امپریالیسم" در حال حاضر بسیار ضعیف است. یونیسون وایتمن سپس پنهان شد. جورج لوئیزون سعی کرد تظاهراتی ترتیب دهد، اما دستگیر شد.
این آشوب در روزهای بعد فروکش نکرد و در ۱۹ اکتبر، جمعیتی از هواداران موریس بیشاپ محل اقامت او را تصرف کردند و نخست وزیر و همچنین ژاکلین کرفت را آزاد کردند. بیشاپ پیروزمندانه بر دوش هوادارانش حمل شد و آنها در خیابان‌های سن ژرژ رژه رفتند. سپس نخست وزیر جمعیت را به سمت پایگاه نظامی فورت روپرت، واقع در نزدیکی بندر شهر، هدایت کرد تا کنترل آن را به دست گیرد. در آنجا، بیشاپ نگهبانان را متقاعد کرد که از او و هوادارانش استقبال کنند، اما یک وسیله نقلیه حمل و نقل نظامی ساخت شوروی به سرعت از راه رسید که حاوی سربازان انقلابی بود که به سمت جمعیت آتش گشودند. در تبادل آتش بین هواداران و مخالفان موریس بیشاپ، حدود ۲۹ نفر کشته و حدود صد نفر زخمی شدند، اگرچه برخی روایت‌ها از ۱۴۰ کشته حکایت دارند. موریس بیشاپ دستگیر شد: او و هفت زندانی دیگر، از جمله یونیسون وایتمن، فیتزروی بین و ژاکلین کرفت، در حیاط ساختمان جمع شده بودند. کمی بعد، افسری با دستورالعمل‌هایی بازگشت و به آنها گفت که اعدام آنها توسط کمیته مرکزی حزب تصمیم گرفته شده است؛ هشت زندانی - از جمله ژاکلین کرفت، هفت ماهه باردار - با مسلسل تیرباران شدند. یک افسر با بریدن گلوی موریس بیشاپ با چاقو، کار او را تمام کرد.
در ساعات بعد، هادسون آستین اعلام کرد که در رأس یک «شورای نظامی انقلابی» متشکل از شانزده سرباز، قدرت را به دست می‌گیرد. برنارد کورد در ملاء عام ظاهر نشد. شایعات متناقضی در مورد او پخش شد، برخی ادعا می‌کردند که او در واقع رهبری دولت جدید را بر عهده دارد، برخی دیگر می‌گفتند که آستین او را برکنار کرده است. آستین همان شب در رادیو صحبت کرد، «پیروزی» ارتش انقلابی خلق بر «نیروهای ارتجاعی و فرصت‌طلب راست‌گرا» را اعلام کرد و یک حکومت نظامی چهار روزه را به مدت ۲۴ ساعت در سراسر کشور برقرار کرد و تصریح کرد که هر کسی که این دستورالعمل را نقض کند، به محض مشاهده تیرباران خواهد شد.

### مداخله بین‌المللی
نوشتار اصلی: حمله ایالات متحده به گرنادا
وقایع گرنادا خشم یکپارچه‌ای را در میان دولت‌های جامعه کارائیب برانگیخت. شورای نظامی انقلابی منزوی، با تغییر مسیر یک اسکادران دریایی آمریکایی که در مسیر لبنانِ در حال جنگ بود، به سمت گرنادا، بیش از پیش هیجان‌زده شد. دولت‌های کشورهای عضو سازمان کشورهای کارائیب شرقی در ۲۲ اکتبر، تحت رهبری دومینیکا و سنت لوسیا، در مورد اصل مداخله نظامی تصمیم گرفتند. در همان روز، رونالد ریگان از پروژه مداخله مطلع شد، که از نظر دولت آمریکا فرصتی برای عقب راندن کمونیسم در منطقه به نظر می‌رسید. سرهنگ دوم الیور نورث در شورای امنیت ملی مسئول نظارت بر عملیات مربوط به گرنادا بود.
وزارت دفاع به دلیل خطر تلفات، ملاحظاتی را ابراز کرد، اما حمله بیروت در ۲۳ اکتبر، دولت ریگان را متقاعد کرد که باید توانایی‌های واکنش خود را نشان دهد. حمله به گرانادا، با نام رمز عملیات خشم فوری ، در ۲۵ اکتبر آغاز شد: رئیس جمهور ریگان، از جمله انگیزه‌های خود، حفاظت از هزاران شهروند آمریکایی که در گرانادا بودند و لزوم بازگرداندن قانون و نظم پس از تصرف "گانگسترهای چپ‌گرا" را ذکر کرد. مارگارت تاچر ، نخست وزیر بریتانیا ، تا پس از وقوع حمله از این موضوع مطلع نشد.
نیروهای مسئول این عملیات (۷۳۰۰ پرسنل نظامی آمریکایی توسط یک نیروی اعزامی کوچک کارائیبی متشکل از نیروهای آنتیگوا و باربودا، باربادوس، دومینیکا، جامائیکا، سنت لوسیا و سنت وینسنت و گرنادین‌ها پشتیبانی می‌شدند) تقریباً کنترل کامل جزیره را در عرض سه روز به دست گرفتند. هادسون آستین و برنارد کورد دستگیر شدند. در طول حمله، نبردی بین نیروهای آمریکایی و کوبایی رخ داد: بخش کوچکی از سربازان کوبایی حاضر در جزیره مقاومت شدیدی نشان دادند - ۲۴ نفر از آنها کشته شدند - اکثریت آنها روحیه مبارزه کمی از خود نشان دادند و به سرعت تسلیم شدند، که فیدل کاسترو آن را بسیار بد تجربه کرد. اکثر کشورهای غربی از این مداخله که بدون تأیید شورای امنیت سازمان ملل انجام شده بود، انتقاد کردند. سپس این عملیات با رأی مجمع عمومی محکوم شد. بریتانیا، در حالی که از محکومیت رسمی ابتکار عمل آمریکا خودداری می‌کرد، نارضایتی خود را از عدم اطلاع‌رسانی در مورد مداخله در کشوری که ملکه الیزابت دوم در آن زمان رئیس دولت آن بود، نشان می‌داد.
فیدل کاسترو، به نوبه خود، هم به تهاجم آمریکا و هم به کودتاچیان علیه بیشاپ حمله کرد و دومی را با پل پوت مقایسه کرد . نیروهای آمریکایی به مردم اطلاع دادند که در طول تهاجم، ذخایر بزرگی از سلاح را توقیف کرده‌اند و آنها را، با کمی اغراق در اعداد، به عنوان مدرکی از خطری که منطقه را تهدید می‌کرد، ارائه دادند. ذخایر بزرگی از اسناد داخلی PRG و NJM مصادره و در ایالات متحده تحت عنوان جمعی اسناد گرنادا طبقه‌بندی شدند که یک صندوق مستند در مورد عملکرد رژیم را تشکیل می‌داد.
گرانادا تا ۳۱ اکتبر ۱۹۸۳ توسط نیروهای اشغالگر اداره می‌شد، تا اینکه نیکلاس براثویت توسط فرماندار کل به ریاست شورای مشورتی موقت منصوب شد که به عنوان دولت موقت عمل می‌کرد. قانون اساسی احیا شد. سپس کشور حیات سیاسی خود را از نو ساخت. کندریک رادیکس و جورج لوئیزون ، هواداران جناح میانه‌رو جنبش جواهر جدید را زیر چتر یک حزب جدید، جنبش میهن‌پرستان موریس بیشاپ، گرد هم آوردند. ایان سنت برنارد، عضو سابق کمیته مرکزی جنبش جواهر جدید، با محکوم کردن مدیران MBPM به عنوان خائن، حزب جدید را اصلاح کرد: جنبش جواهر جدید که نفوذ آن تقریباً به صفر کاهش یافته بود، عمدتاً در جوامع گرنادیایی از خارج از کشور هوادارانی داشت. انتخابات قانونگذاری در دسامبر ۱۹۸۴ برگزار شد و منجر به پیروزی بزرگی برای حزب ملی جدید شد که هربرت بلیز، رئیس سابق دولت ، با ادغام حزب ملی قدیمی گرنادا و چندین جنبش دیگر ایجاد کرده بود. جنبش میهن‌پرستان موریس بیشاپ ۵٪ آرا را به خود جلب کرد و هیچ نماینده منتخبی به دست نیاورد. بلیز برای سومین بار نخست وزیر شد.
محاکمه ۱۸ نفر به اتهام قتل موریس بیشاپ و هفت زندانی دیگر در ژوئن ۱۹۸۵ آغاز شد، سپس تا مارس سال بعد به تعویق افتاد. در ۴ دسامبر ۱۹۸۶، ۱۷ نفر از متهمان محکوم و یک نفر تبرئه شد؛ ده نفر از اعضای سابق کمیته مرکزی NJM به اعدام محکوم شدند، از جمله هادسون آستین، برنارد و فیلیس کورد، سلوین استراکان و لیام جیمز. سپس این احکام به حبس ابد تخفیف یافت.

## میراث
علیرغم ماهیت بحث‌برانگیز رژیمش، موریس بیشاپ همچنان، به دلیل اصلاحات اجتماعی انجام شده توسط دولتش، توسط حداقل بخشی از افکار عمومی گرنادا، به عنوان یک رهبر سیاسی شایسته احترام در نظر گرفته می‌شود. فرودگاه پوینت سالینز که پس از سقوط PRG تکمیل شد، در سال ۲۰۰۹ به نام فرودگاه بین‌المللی موریس بیشاپ تغییر نام داد . جنبش میهن‌پرستانه موریس بیشاپ هرگز نتوانست موفقیت جنبش جواهر جدید را بازیابد و همچنان یک حزب اقلیت بدون نماینده در پارلمان باقی ماند و متعاقباً از بین رفت.
مسئله آزادی احتمالی « گرانادا ۱۷ » - یعنی افرادی که به خاطر کودتای ۱۹۸۳ و مرگ موریس بیشاپ محکوم شده بودند - به نام آشتی ملی، سال‌ها افکار عمومی گرانادا را دچار اختلاف کرده بود. سه نفر از آنها، از جمله هادسون آستین، در سال ۲۰۰۸ آزاد شدند. برنارد کورد و سیزده محکوم دیگر تا سال ۲۰۰۹ در بازداشت باقی ماندند، تا اینکه پس از دستور شورای خبرگان لندن برای بررسی احکام، دیوان عالی گرنادا آزادی آنها را تأیید کرد.